# 30. červen
30. červen je 181. den roku podle gregoriánského kalendáře (182. v přestupném roce). Do konce roku zbývá 184 dní. Svátek má Šárka.

## Události

### Česko
- 1420 – Bitva o Tábor skočila vítězstvím husitů.
- 1758 – Sedmiletá válka: vojáci generálmajora Laudona zničili obří konvoj se zásobami pro pruskou armádu obléhající Olomouc v bitvě u Domašova.
- 1945 – Vznikla Státní bezpečnost.
- 1961 – Poslední den možnosti používání prudce hořlavé nitrocelulózy jako podkladu filmového pásu
- 1991 – Završen odchod okupačních sovětských vojsk z Československa[1]
- 1997 – v Pražském metru dojezdily soupravy metra Ečs, byly nahrazeny soupravami 81-71, 81-71M a prvními soupravami M1.

### Svět
- Jedno z dat, kdy je v případě potřeby zavedena přestupná sekunda.
- 0763 – Byzantsko-bulharské války: Byzantinci vedení císařem Konstantinem V. porazili v bitvě u Anchiala vojsko bulharského chána Teleca.
- 1559 – Francouzský král Jindřich II. byl těžce raněn během rytířského turnaje. Zemřel na sepsi o deset dní později.
- 1859 – Francouzský akrobat Blondin přešel jako první člověk na visutém laně Niagarské vodopády.
- 1894 – V Londýně byl slavnostně otevřen Tower Bridge přes řeku Temži.
- 1905 – Albert Einstein představil v článku „O elektrodynamice bohybujících se těles“ speciální teorii relativity.
- 1908 – Tunguská událost: enormní exploze zničila více než 40 000 stromů v oblasti centrální Sibiře a zdevastovala území v okruhu sedmdesáti kilometrů od epicentra výbuchu na řece Podkamenaja Tunguska.
- 1930 – V Bagdádu byla podepsána Anglo-irácká dohoda, kterou o dva roky později skončil britský mandát a Irácké království získalo formální nezávislost.
- 1934 – V Německu začala Noc dlouhých nožů, během které byl na příkaz Adolfa Hitlera zlikvidován velitelský sbor SA.
- 1941 – Druhá světová válka: skončilo jedno z největších tankových střetnutí v dějinách lidstva: bitva u Brodů.
- 1988 – Arcibiskup Lefebvre a biskup Castro-Mayer bez papežského mandátu vysvětili čtyři kněze FSSPX na biskupy, čímž stvrdili roztržku mezi svými tradiconalistickými bratrstvy a Římem.
- 1997 – Britské impérium ztratilo o svou poslední kolonii Hongkong.
- 2004 – V Iráku začala předběžná slyšení v rámci procesu s bývalým prezidentem Saddámem Husajnem.
- 2023 – Na mezinárodním letišti v Kišiněvě v Moldavsku zastřelil tádžický občan dva lidi a dalšího zranil. Útočník zemřel o tři dny později v nemocnici.

## Narození

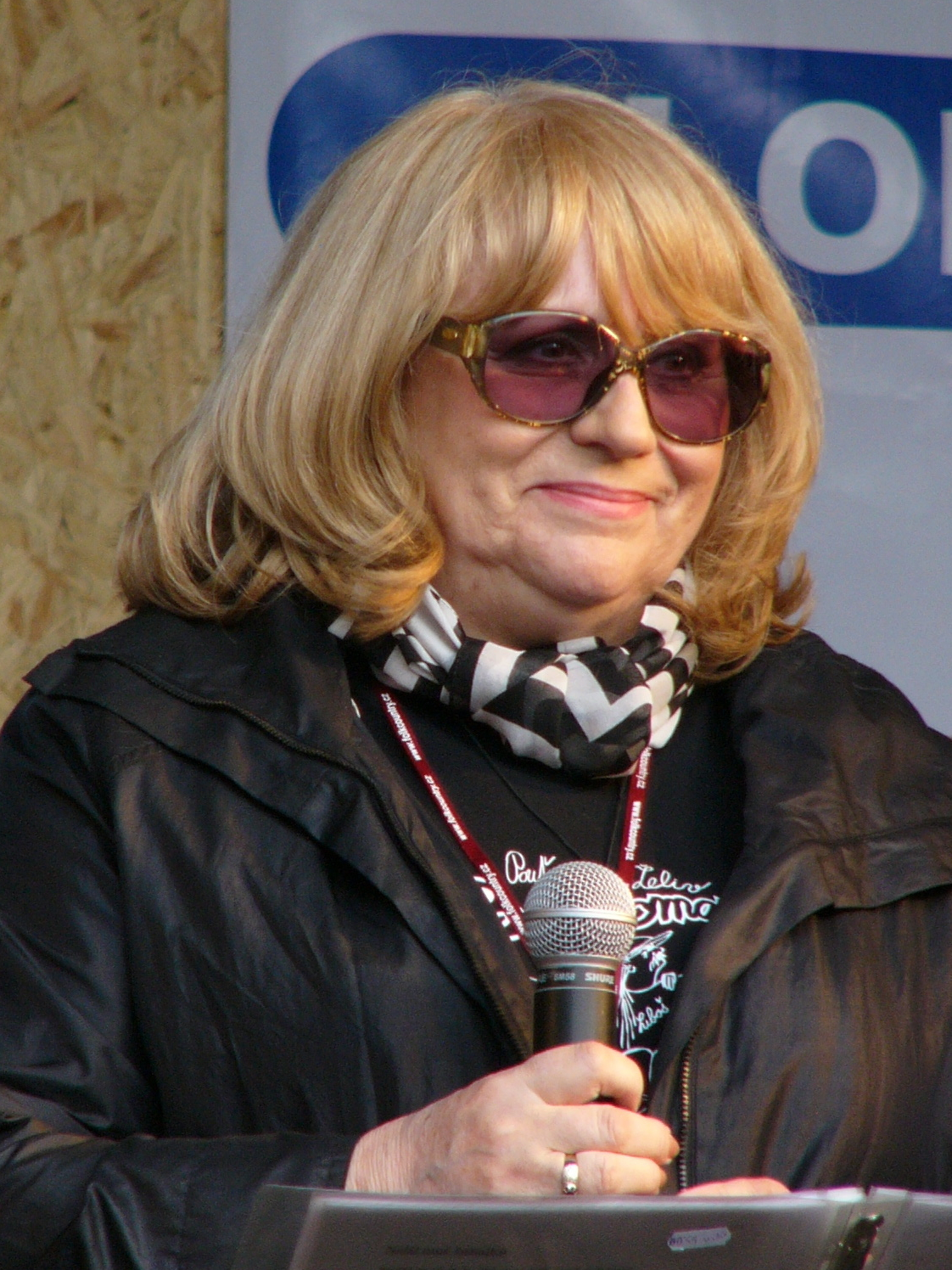
Naďa Urbánková (* 1939)

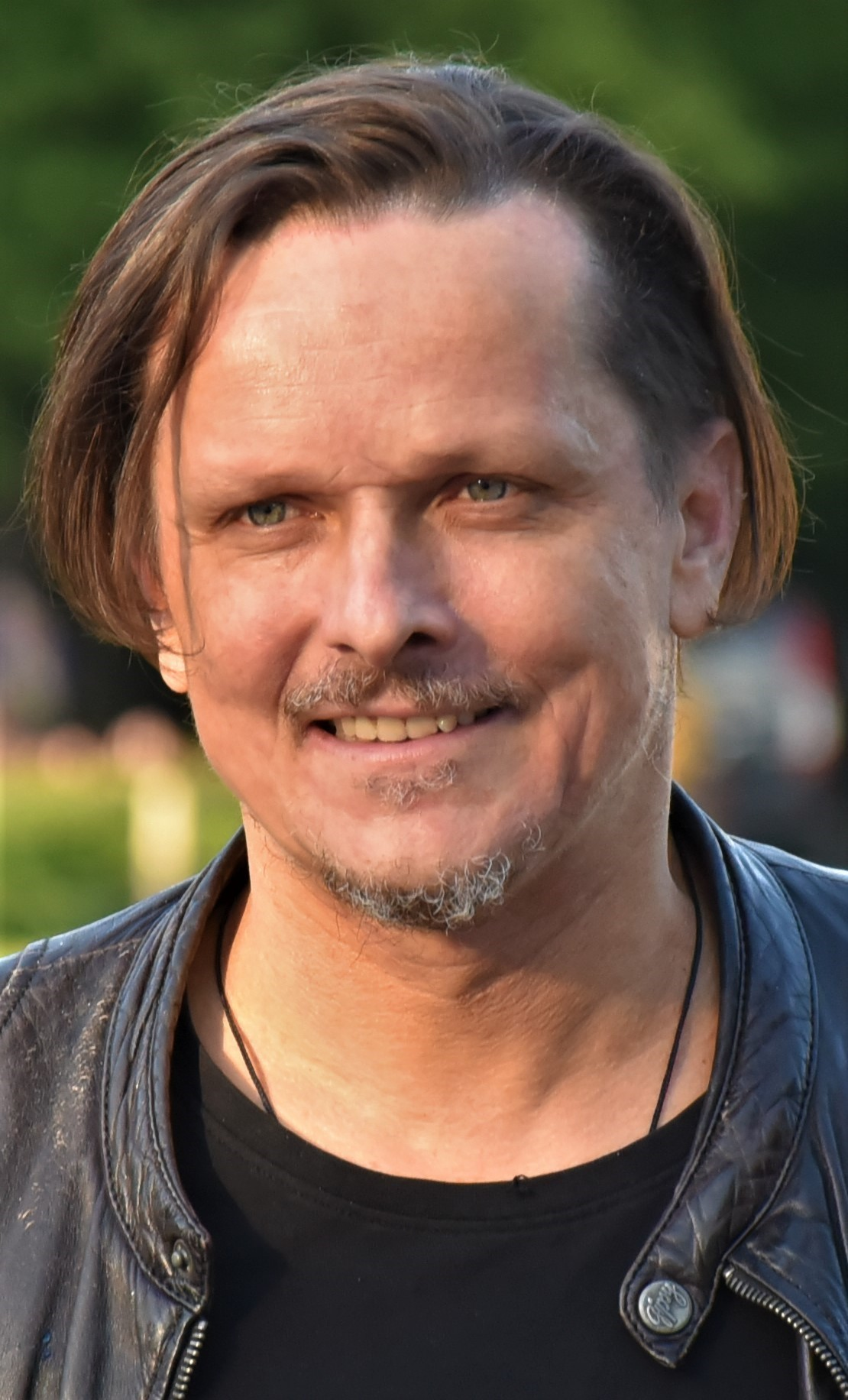
Michal Malátný (* 1970)

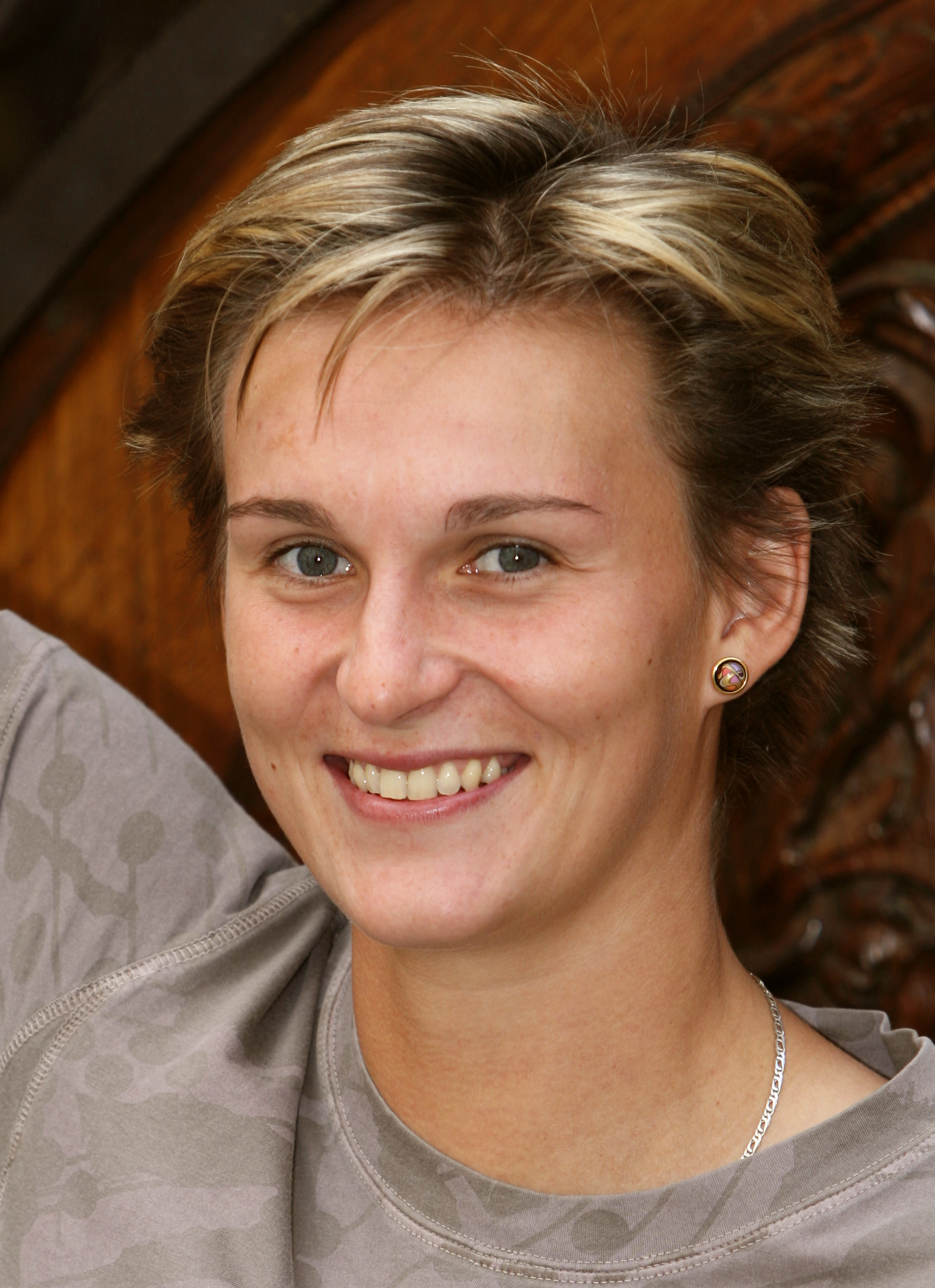
Barbora Špotáková (* 1981)

### Česko
- 1488 – Jošt III. z Rožmberka, šlechtic († 15. října 1539)
- 1600 – Adam Václav Michna z Otradovic, hudební skladatel († 16. října 1676)
- 1722 – Jiří Antonín Benda, hudební skladatel († 6. listopadu 1795)
- 1845 – Heinrich Homma, starosta Znojma († červen 1921)
- 1854 – Gustav Victor Finger, český letecký konstruktér († 25. března 1919)
- 1861 – Hynek Tomáš, varhaník, sbormistr a hudební skladatel († 17. května 1956)
- 1868 – Alois Musil, orientalista († 12. dubna 1944)
- 1869 – Josef Rössler, sportovec a sportovní organizátor († 17. ledna 1933)
- 1872 – Josef Bílý, generál, velitel Obrany národa († 28. září 1941)
- 1876 – Alois Pozbyl, kněz, básník a spisovatel († 2. července 1921)
- 1889 – Vladimír Sís, spisovatel a politický vězeň († 2. července 1957)
- 1897 – Josef Bartík, československý zpravodajský důstojník († 18. května 1968)
- 1899
  - Jakub Honner, učitel, spisovatel a vlastivědný pracovník († 21. června 1963)
  - František Tomášek, 34. arcibiskup pražský a primas český a kardinál († 4. srpna 1992)
- 1901 – František Zupka, československý politik, předseda ÚRO († 2. června 1976)
- 1905 – Karel Melíšek, hudebník († 1942)
- 1907 – Alois Zátopek, geofyzik († 22. června 1985)
- 1912 – Viktor Fischl, básník a izraelský diplomat († 28. května 2006)
- 1917 – Miloslav Troup, akademický malíř († 22. února 1993)
- 1923 – Karel Bubeníček, architekt († 3. května 2007)
- 1924 – Vladislav Kavan, malíř († 3. července 2003)
- 1928 – Bedřich Blažek, kněz, varhaník, dirigent a hudební skladatel († 3. ledna 2017)
- 1929 – Ivana Pleinerová, archeoložka
- 1930
  - Jaroslav Blahoš, český endokrinolog a osteolog († 27. listopadu 2018)
  - Karel Bartošek, historik a publicista († 9. července 2004)
- 1935 – Vladimír Príkazský, novinář a politik († 12. května 2021)
- 1939 – Naďa Urbánková, zpěvačka, herečka a moderátorka († 3. února 2023)
- 1940 – Pavel Lebeda, lékař a politik († 6. června 2023)
- 1943 – Jef Kratochvil, fotograf
- 1951 – Olga Hepnarová, vražedkyně († 12. března 1975)
- 1952 – Aleš Pejchal, soudce u Evropského soudu pro lidská práva
- 1954 – Ondřej Vaculík, novinář
- 1955 – František Tomík, grafik a výtvarník
- 1957 – Jan Mazák, herec
- 1961 – Luděk Štyks, cyklista
- 1964 – Ivan Trojan, herec
- 1969 – Lucie Výborná, televizní a rozhlasová moderátorka
- 1970 – Michal Malátný, zpěvák, frontman skupiny Chinaski
- 1978 – Tomáš Hrubý, basketbalista
- 1981 – Barbora Špotáková, oštěpařka
- 1983 – Lukáš Krenželok, lední hokejista
- 1991 – Šimon Hrubec, hokejový brankář

### Svět
- 1470 – Karel VIII. Francouzský, francouzský král z rodu Valois († 7. dubna 1498)
- 1588 – Giovanni Maria Sabino, italský varhaník, hudební skladatel a pedagog († duben 1649)Mike Tyson (* 1966)

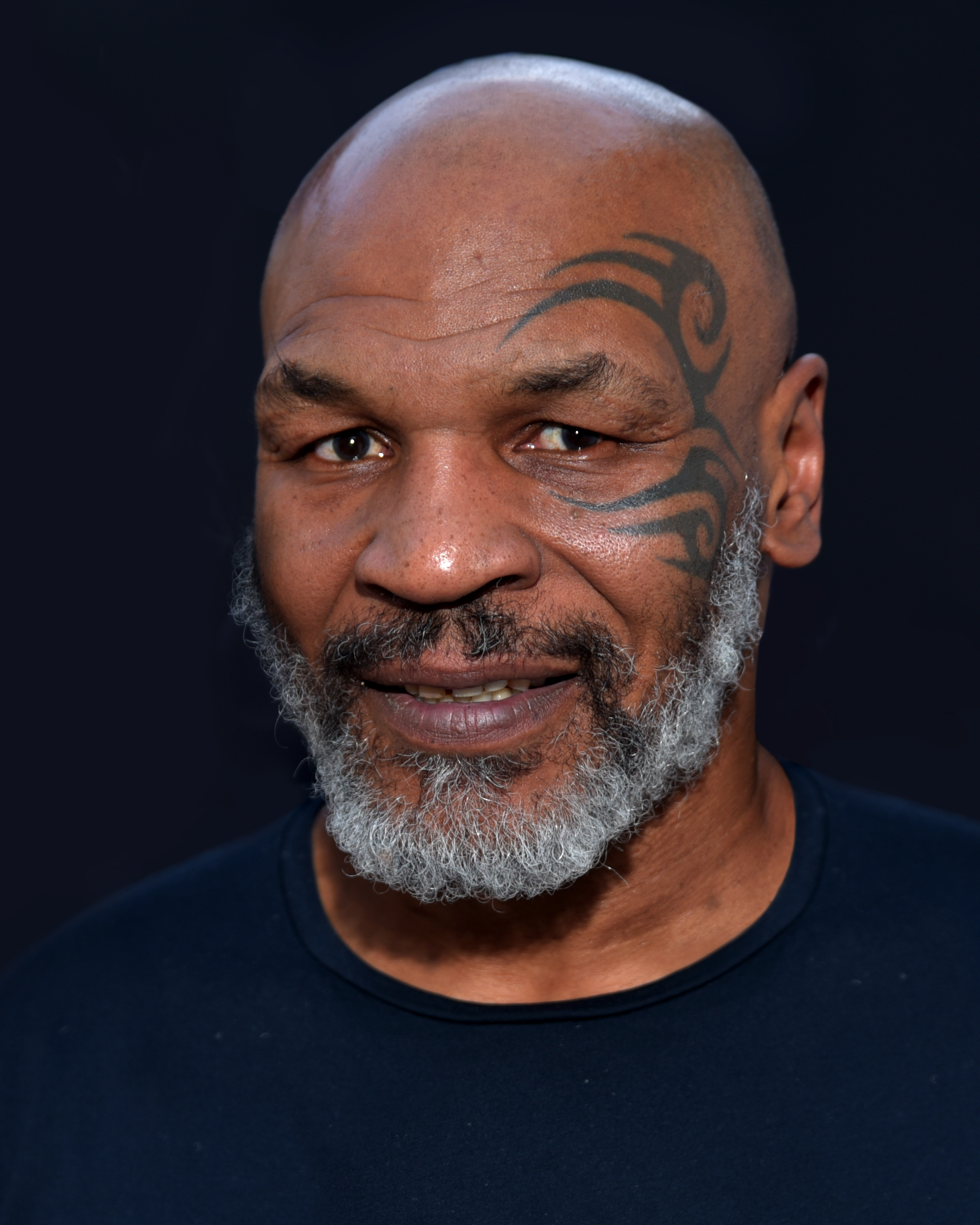
Mike Tyson (* 1966)

- 1669 – Johann Georg Vogt, člen řádu cisterciáků, hudební vědec, historik, spisovatel a kartograf († 17. srpna 1730)
- 1685 – John Gay, anglický básník a dramatik († 4. prosince 1732)
- 1755 – Paul de Barras, francouzský politik († 29. ledna 1829)
- 1763 – Samuel Rogers, anglický básník, bankéř a mecenáš († 18. listopadu 1855)
- 1768 – Elizabeth Monroeová, 5. první dáma USA († 23. září 1830)
- 1779 – Adam Müller, německý publicista a politik († 17. ledna 1829)
- 1789 – Horace Vernet, francouzský malíř a grafik († 17. ledna 1863)Cheryl Cole (* 1983)Michael Phelps (* 1985)

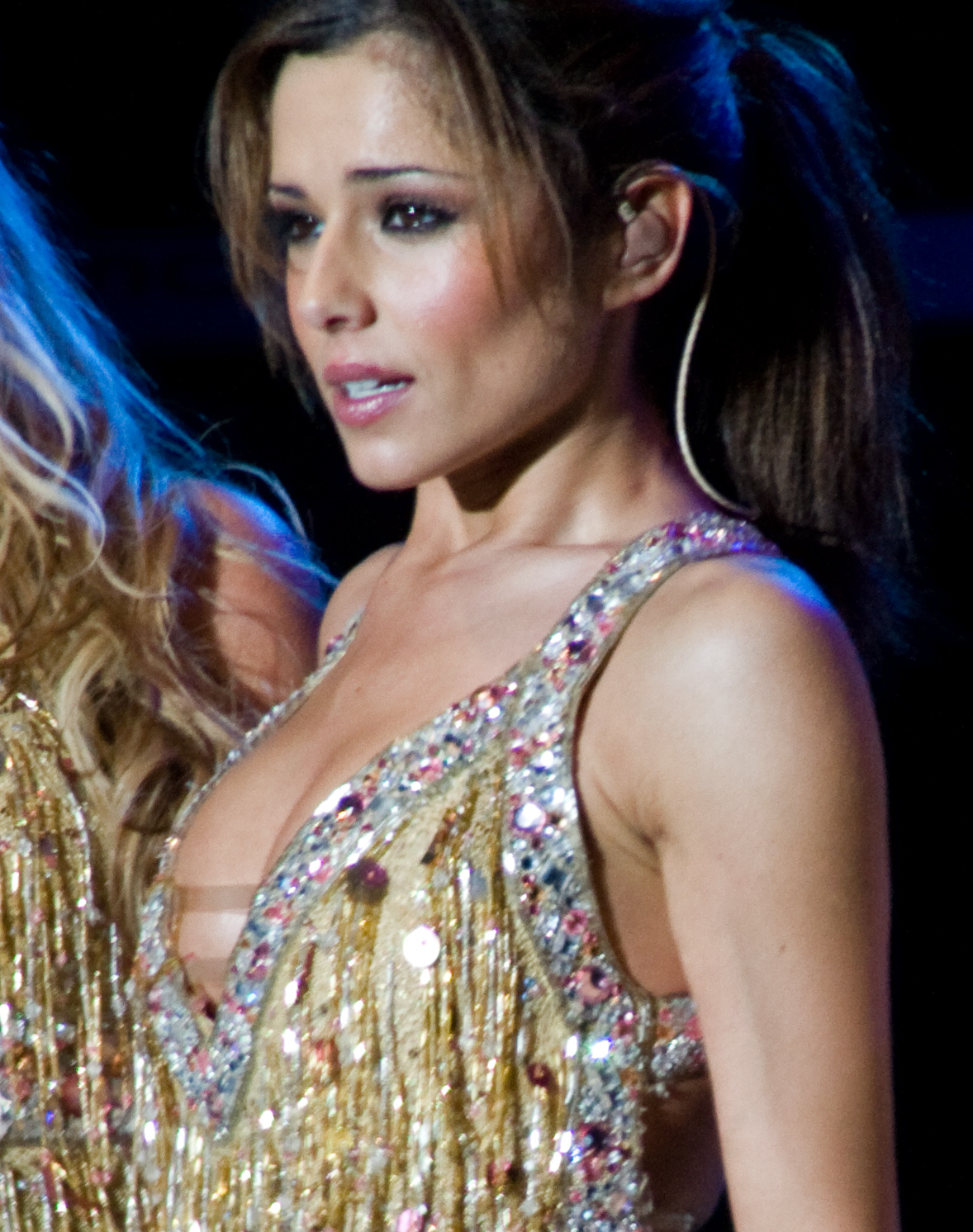
Cheryl Cole (* 1983)

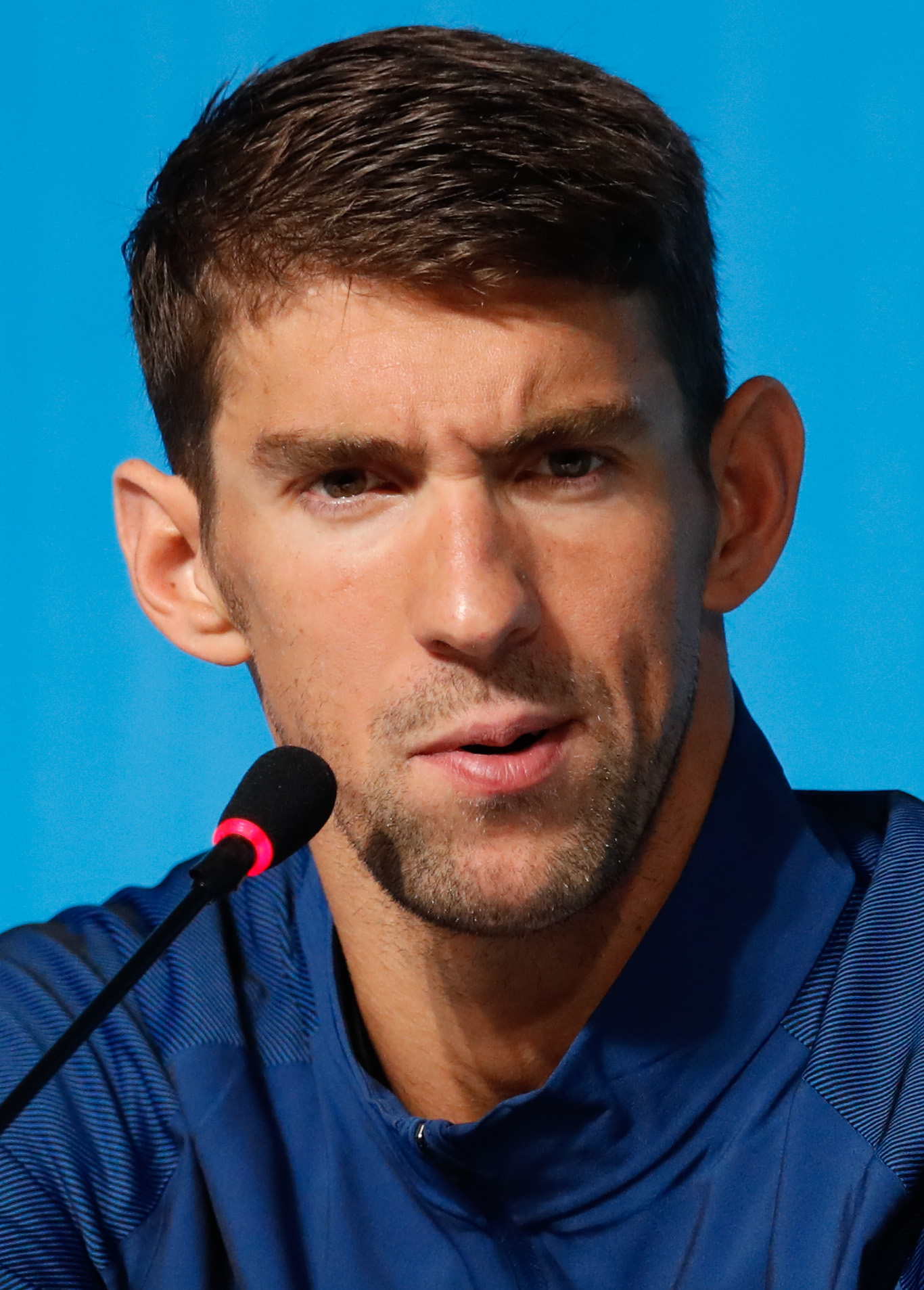
Michael Phelps (* 1985)

- 1792 – Thomas Edmondson, anglický vynálezce lepenkové jízdenky († 22. května 1851)
- 1801 – Frédéric Bastiat, francouzský politik († 25. prosince 1850)
- 1810 – Stanko Vraz, chorvatský a slovinský spisovatel († 24. května 1851)
- 1817 – Joseph Dalton Hooker, anglický botanik († 10. prosince 1911)
- 1819
  - William A. Wheeler, devatenáctý viceprezident USA († 4. června 1887)
  - Lucile Grahnová, dánská balerína († 4. dubna 1907)
- 1825 – Hervé, francouzský herec, spisovatel a operetní skladatel († 3. listopadu 1892)
- 1839 – Dawid Abrahamowicz, předlitavský politik († 24. prosince 1926)
- 1841 – Albert Fernique, francouzský fotograf († 1898)
- 1857 – Friedrich von Ingenohl, admirál německého císařského námořnictva († 19. prosince 1933)
- 1860 – John Whitehead, anglický přírodovědec († 2. června 1899)
- 1884 – Georges Duhamel, francouzský spisovatel a myslitel († 13. dubna 1966)
- 1885 – Viktor Schauberger, rakouský myslivec, přírodovědec, vynálezce a filozof († 25. září 1958)
- 1889 – Vladimir Zvorykin, ruský průkopník televizních technologií († 29. června 1982)
- 1891 – Stanley Spencer, anglický malíř († 14. prosince 1959)
- 1893 – Walter Ulbricht, východoněmecký komunistický politik († 1. srpna 1973)
- 1898 – Friedl Dicker-Brandeisová, rakouská výtvarnice († 9. října 1944)
- 1904 – Glenda Farrellová, americká herečka († 1. května 1971)
- 1906 – Tribhuvan, nepálský král († 13. března 1955)
- 1907 – Dmitrij Konstantinovič Faddějev, ruský matematik († 20. října 1989)
- 1911 – Czesław Miłosz, polský spisovatel († 14. srpna 2004)
- 1913 – Alfonso López Michelsen, kolumbijský prezident 1974 – 1978 († 11. července 2007)
- 1914
  - Vladimir Nikolajevič Čelomej, sovětský raketový konstruktér († 8. prosince 1984)
  - Lord Killanin, irský novinář a sportovní funkcionář († 25. dubna 1999)
- 1917
  - Susan Haywardová, americká herečka († 14. března 1975)
  - Lena Horne, americká zpěvačka a herečka († 9. května 2010)
- 1921 – Oswaldo López Aréllano, prezident Hondurasu († 16. května 2010)
- 1922 – Miron Białoszewski, polský spisovatel († 17. června 1983)
- 1926
  - Peter Alexander, rakouský zpěvák a herec († 12. února 2011)
  - Paul Berg, americký biochemik, nositel Nobelovy ceny († 15. února 2023)
  - André Dufraisse, francouzský mistr světa cyklokrosu († 21. února 2021)

- 1927 – Shirley Fryová, americká tenistka († 13. července 2021)
- 1931 – Andrew Hill, americký klavírista († 20. dubna 2007)
- 1936
  - Dave Van Ronk, americký folk bluesový zpěvák († 10. února 2002)
  - Tom Frost, americký horolezec a fotograf († 24. srpna 2018)
- 1938 – William Mills, americký olympijský vítěz v běhu na 10 000 m
- 1939
  - Pavol Suržin, slovenský básník († 28. února 1992)
  - José Emilio Pacheco, mexický spisovatel († 26. ledna 2014)
- 1940 – Andrej Piontkovskij, ruský matematik a politický analytik
- 1944
  - Ivan Štrpka, slovenský básník, textař, prozaik a překladatel
  - Raymond Moody, americký spisovatel, psycholog a lékař
- 1946 – Anne-Marie Dánská, princezna dánská, titulární královna řecká
- 1947 – Ciril Ribičič, slovinský právník a politik
- 1948 – Raymond Leo Burke, americký kardinál
- 1949
  - Boris Filan, slovenský spisovatel, textař, dramaturg, scenárista
  - Alain Finkielkraut, francouzský filozof a esejista
  - Andy Scott, britský rockový kytarista a zpěvák
- 1950 – Leonard Whiting, britský herec
- 1951
  - Stanley Clarke, americký baskytarista, kontrabasista, hudební producent a skladatel
  - Steve Waller, britský rockový kytarista a zpěvák († 6. února 2000)
  - Stephen Scot Oswald, americký námořní letec a astronaut
- 1953 – Krystyna Bochenková, polská novinářka a politička († 10. dubna 2010)
- 1954 – Serž Sarkisjan, třetí prezident novodobé Arménie
- 1955 – Egils Levits, lotyšský politik
- 1956
  - Daniela Kapitáňová, slovenská spisovatelka
  - Volker Beck, východoněmecký atlet
- 1958 – Youssef Ziedan, egyptský univerzitní profesor a spisovatel
- 1959
  - Brendan Perry, australský zpěvák anglo-irského původu
  - Vincent D'Onofrio, americký herec
- 1960 – Anna Šišková, slovenská herečka
- 1962 – Predrag Bjelac, srbský filmový herec
- 1963
  - Cachjagín Elbegdordž, mongolský politik
  - Chris Mullin, americký basketbalista
  - Yngwie Malmsteen, švédský heavymetalový hudebník
  - Olga Bryzginová, ukrajinská atletka, sprinterka
  - Rupert Graves, britský herec
- 1964
  - Jürgen Klinsmann, německý fotbalista
  - Alexandra, hraběnka z Frederiksborgu, bývalá manželka prince Joachima Dánského
- 1966 – Mike Tyson, americký boxer
- 1967
  - Silke Renková, německá oštěpařka
  - Gareth Rees, kanadský ragbista
- 1968 – Phil Anselmo, americký heavymetalový zpěvák
- 1975 – Ralf Schumacher, německý pilot Formule 1
- 1979
  - Andy Burrows, anglický hudebník a skladatel
  - Matisyahu, americký hudebník
  - Sylvain Chavanel, francouzský silniční cyklista
- 1982 – Lizzy Caplan, americká herečka
- 1983
  - Cheryl Cole, anglická zpěvačka
  - Patrick Wolf, britský hudebník
  - Angela Sarafyanová, arménsko-americká herečka
- 1984 – Fantasia Barrino, americká zpěvačka
- 1985
  - Michael Phelps, americký plavec
  - Cody Rhodes, americký zápasník
- 1986 – Fredy Guarín, kolumbijský fotbalista
- 1987 – Torsten van Jaarsveld, namibijský ragbista
- 1989
  - Asbel Kipruto Kiprop, keňský atlet, běžec na středních tratích
  - Bruno Fratus, brazilský plavec
- 1990 – Dušan Lajović, srbský tenista
- 1993 – Pedro Pichardo, portugalský trojskokan
- 1995
  - bbno$, kanadský rapper
  - Allie Kiicková, americká tenistka
  - Kristoffer Olsson, švédský fotbalista

## Úmrtí

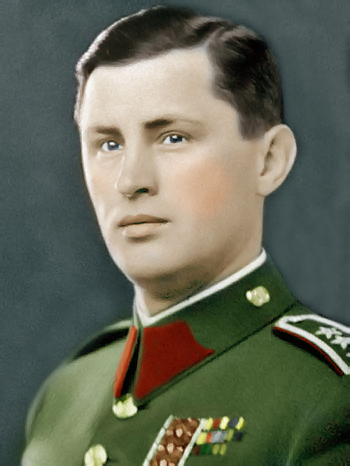
Josef Mašín († 1942)

### Česko
- 1364 – Arnošt z Pardubic, první pražský arcibiskup (* 25. března 1297)
- 1792 – František Antonín Rössler, kontrabasista, dirigent a hudební skladatel německé národnosti (* 1746 nebo 1750)
- 1851 – Jan Theobald Held, lékař, skladatel a rektor Univerzity Karlovy (* 11. listopadu 1770)
- 1862 – Julius Feifalik, literární historik (* 15. února 1833)
- 1868 – August Jakub Rott, výrobce hudebních nástrojů (* 30. května 1815)
- 1871 – Josef Ondřej Liboslav Rettig, botanik a pedagog (* 8. března 1821)
- 1874 – Anton Gschier, český politik německé národnosti (* 19. prosince 1814)
- 1902 – Josef Durdík, filosof (* 15. října 1837)
- 1914 – Josef Jeřábek, hudební skladatel a publicista (* 13. března 1853)
- 1924 – Karel Hugo Kepka, český architekt (* 26. července 1869)
- 1942
  - Josef Mašín, důstojník, člen protinacistického odboje (* 26. srpna 1896)
  - Františka Plamínková, politička, popravená nacisty (* 5. února 1875)
  - Otakar Kamper, český muzikolog (* 19. srpna 1878)
- 1951 – Bruno Sojka, československý automobilový závodník (* 5. listopadu 1909)
- 1958 – František Albert Libra, architekt a urbanista (* 8. dubna 1891)
- 1969 – Jan Evangelista Zelinka, skladatel, klavírista a hudební publicista (* 13. ledna 1893)
- 1977 – Erich Übelacker, automobilový konstruktér (* 19. října 1899)
- 1979 – Alois Zlatník, profesor lesnické botaniky (* 9. listopadu 1902)
- 1980 – Ladislav Tikal, gymnasta (* 25. května 1905)
- 1981 – Nina Bonhardová, spisovatelka (* 6. března 1907)
- 1984 – Karel Michal, český spisovatel v exilu (* 28. prosince 1932)
- 1991 – Karel Biňovec, spisovatel (* 23. října 1924)
- 1993 – Jiří Prádler, sochař (* 24. dubna 1929)
- 2002
  - Josef Buršík, československý generál (* 11. září 1911)
  - Alois Honěk, lékař a houslař (* 25. října 1911)
- 2005 – Rudolf Tecl, historik a archivář (* 21. srpna 1950)
- 2007 – Luboš Hruška, voják a politický vězeň (* 20. července 1927)
- 2009 – Jaromír Fajkus, malíř (* 25. března 1924)
- 2012 – Ivan Sekyra, kytarista a dokumentarista (* 1. října 1952)
- 2014
  - Jiří Švec, československý reprezentant v řecko-římském zápase (* 20. listopadu 1935)
  - Vladimír Šatava, profesor chemie na VŠCHT (* 19. července 1922)

### Svět

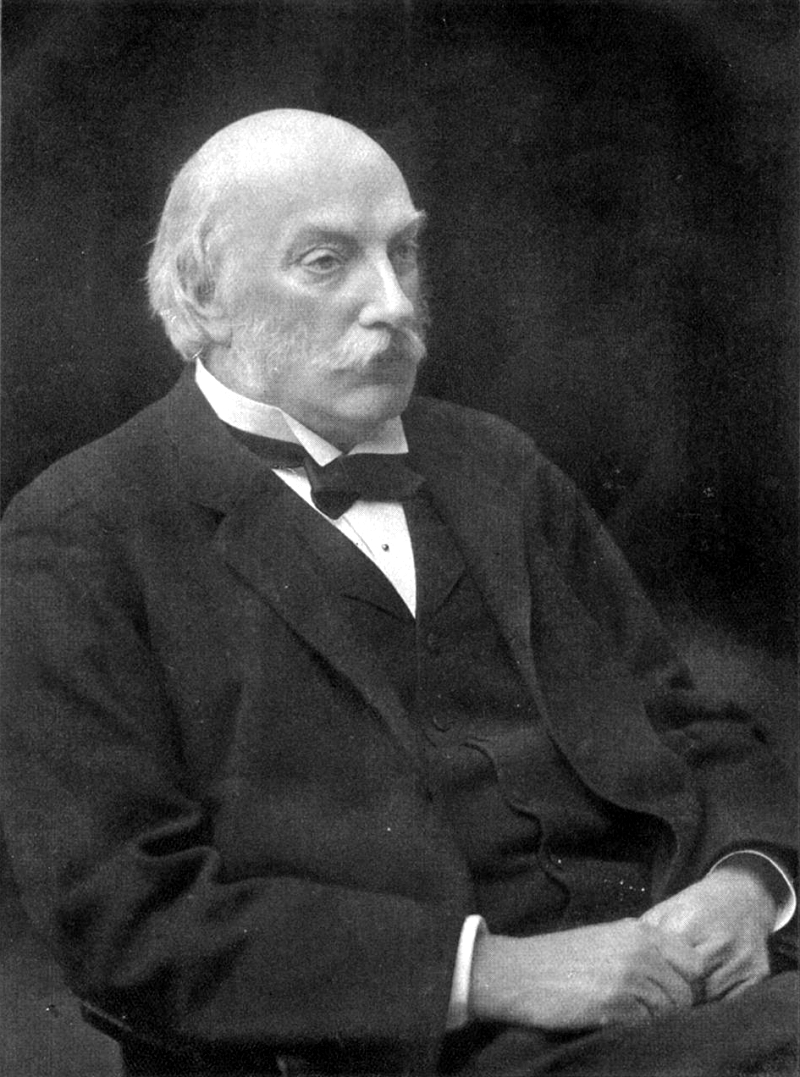
Lord Rayleigh († 1919)

- 1109 – Alfons VI. Kastilský, král Kastilie (* 1040)
- 1224 – Adolf z Tecklenburgu, osnabrücký biskup a světec (* asi 1185)
- 1233 – Konrád z Marburku, středověký inkvizitor († kolem 1180-1190)
- 1278 – Petr z La Brosse, komorník francouzského krále Filipa III. (* ? 1230)
- 1520 – Montezuma II., aztécký panovník (* asi 1465)
- 1522 – Johann Reuchlin, německý humanista a mystik (* 29. ledna 1455)
- 1566 – Guillaume Rondelet, francouzský přírodovědec (* 27. září 1507)
- 1607 – Caesar Baronius, italský teolog (* 31. října 1538)
- 1649 – Simon Vouet, francouzský barokní malíř (* 9. ledna 1590)
- 1666 – Adam Krieger, německý varhaník a hudební skladatel (* 7. ledna 1634)
- 1670 – Henrietta Anna Stuartovna, dcera anglického krále Karla I. Stuarta, manželka Filipa I. Orleánského (* 16. června 1644)
- 1709 – Edward Lhuyd, velšský přírodovědec (* 1660)
- 1817 – Abraham Gottlob Werner, německý geolog a mineralog (* 25. září 1749)
- 1839 – Mahmut II., sultán Osmanské říše (* 20. července 1785)
- 1866 – Antoni Józef Gliński, polský spisovatel (* 1817)
- 1882 – Alberto Henschel, německo-brazilský fotograf (* 13. června 1827)
- 1906 – Jean Lorrain, francouzský dekadentní básník, spisovatel a novinář (* 9. srpna 1855)
- 1919 – Lord Rayleigh, anglický fyzik, nositel Nobelovy ceny (* 12. listopadu 1842)
- 1921 – Jules Carpentier, francouzský technik (* 30. srpna 1851)
- 1934 – Oběti Noci dlouhých nožů, mezi nimi:
  - Kurt von Schleicher, říšský kancléř Výmarské republiky (* 7. dubna 1882)
  - Gregor Strasser, jeden ze zakladatelů NSDAP (* 31. května 1892)
  - Fritz Gerlich, německý novinář a historik (* 15. února 1883)
- 1942
  - Léon Daudet, francouzský spisovatel (* 16. listopadu 1867)
  - William Henry Jackson, americký malíř, fotograf a cestovatel (* 4. dubna 1843)
- 1954 – Andrass Samuelsen, faerský politik (* 1. července 1873)
- 1957 – Johann Rattenhuber, německý důstojník SS (* 30. dubna 1897)
- 1961 – Lee de Forest, americký vynálezce (* 26. srpna 1873)
- 1966
  - Margery Allinghamová, anglická detektivní spisovatelka (* 20. května 1904)
  - Giuseppe Farina, italský automobilový závodník a mistr světa formule 1 (* 1906)
- 1972 – Guy Chapman, britský historik a spisovatel (* 11. září 1889)
- 1973
  - Aref al-Aref, novinář, historik a starosta Východního Jeruzaléma (* 1891)
  - Nancy Mitford, anglická spisovatelka (* 28. listopadu 1904)
- 1974 – Vannevar Bush, americký vědec (* 11. března 1890)
- 1976 – Werner Fuchs, šéf německé kanceláře pro konstrukci válečného loďstva (* 18. ledna 1891)
- 1984
  - Henri Fabre, francouzský průkopník letectví (* 29. listopadu 1882)
  - Lillian Hellman, americká spisovatelka a dramatička (* 20. června 1905)
- 1995 – Georgij Beregovoj, sovětský kosmonaut ukrajinského původu (* 15. dubna 1921)
- 2001
  - Hans Trippel, německý automobilový konstruktér a designér (* 19. června 1908)
  - Joe Henderson, americký saxofonista (* 24. dubna 1937)
  - Chet Atkins, americký kytarista (* 20. června 1924)
- 2006 – Ross Tompkins, americký klavírista (* 13. května 1938)
- 2011 – Georg Sterzinsky, německý kardinál (* 9. února 1936)
- 2012 – Jicchak Šamir, premiér Izraele (* 15. října 1915)
- 2014 – Paul Mazursky, americký filmový režisér, scenárista, producent a herec (* 25. dubna 1930)
- 2019 – Mitchell Feigenbaum, americký matematický fyzik (* 19. prosince 1944)

## Svátky

### Česko
- Den ozbrojených sil ČR

- Šárka
- Melánie
- Teobald
- Vlastimír, Vlastimíra

### Svět
- Mezinárodní den asteroidů
- Mezinárodní den parlamentarismu
- Španělsko – San Marcial

| 30. červen v pražském KlementinuÚdaje jsou platné k 29. 4. 2025. | 30. červen v pražském KlementinuÚdaje jsou platné k 29. 4. 2025. | 30. červen v pražském KlementinuÚdaje jsou platné k 29. 4. 2025. |
| minimum                                                          | denní průměr                                                     | maximum                                                          |
| ---------------------------------------------------------------- | ---------------------------------------------------------------- | ---------------------------------------------------------------- |
| 8,0 °C (1904)                                                    | 18,5 °C (od 1961)                                                | 37,7 °C (2019)                                                   |